# Алпразолам
Алпразолам — лікарський засіб, що належить до транквілізаторів з групи похідних бензодіазепіну (триазолобензодіазепіну), що має анксіолітичну, протисудомну, міорелаксуючу та снодійну дію, та застосовується перорально. Алпразолам уперше синтезований у лабораторії компанії «Upjohn» у 1960-х роках, та уперше схвалений FDA у 1981 році, найбільш відомий під оригінальною торговою маркою «Ксанакс». Натепер алпразолам є найбільш популярним лікарським препаратом із групи бензодіазепінів у США, та, відповідно, найчастіше застосовуваним із немедичною метою седативним препаратом. У загальному списку найбільш популярних лікарських препаратів у США алпразолам посідає 12-те місце. При тривалому вживанні провокує залежність.

## Фармакологічні властивості
Алпразолам — синтетичний лікарський засіб, що належить до транквілізаторів з групи похідних бензодіазепіну (триазолобензодіазепіну). Механізм дії препарату полягає у взаємодії з бензодіазепіновими рецепторами в алостеричному центрі постсинаптичних рецепторів гамма-аміномасляної кислоти, підвищенні чутливості ГАМК-рецепторів, що розміщені в лімбічній системі, таламусі, гіпоталамусі та бічних рогах спинного мозку до медіатора — гамма-аміномасляної кислоти, що приводить до гальмування міжнейронної передачі у вказаних відділах мозку. Алпразолам має як анксіолітичну, так і седативну, протисудомну, снодійну та центральну міорелаксуючу дію. У алпразолама більш виражена анксіолітична дія, що супроводжується зменшенням емоційного напруження, страху, неспокою, тривоги, а також зменшенням кількості панічних атак, щоправда, повне зникнення панічних атак досягалось лише в менш ніж третині випадків застосування препарату, навіть при тривалому застосуванні. Алпразолам має помірно виражену снодійну дію, яка пов'язана із пригніченням препаратом клітин ретикулярної формації, яка супроводжується вкороченням часу засипання, зменшенням кількості нічних пробуджень, та зменшує кількість емоційних та інших подразників, які порушують механізм засипання. Проте при застосуванні алпразолама дуже часто формується як фізіологічна, так і психологічна залежність, особливо в осіб із емоційно нестійким та пасивно-залежним типами розладу особистості, що може супроводжуватися зловживанням при застосуванні препарату, а також серйозними побічними явищами при різкій відміні препарату, в тому числі судоми та епілептичні напади. Алпразолам також може застосовуватися як складова частина лікування при блюванні, спричиненому застосуванням хіміотерапевтичних препаратів.

### Фармакокінетика
Алпразолам при прийомі всередину швидко всмоктується та розподіляється в організмі, біодоступність препарату при пероральному прийомі складає 90 %, максимальна концентрація в крові досягається протягом 1—2 годин. Алпрзолам добре (на 80 %) зв'язується з білками плазми крові. Препарат добре проникає через гематоенцефалічний бар'єр, проникає через плацентарний бар'єр та виділяється в грудне молоко. Метаболізується алпразолам в печінці з утворенням малоактивних і неактивних метаболітів. При повторному застосуванні алпразоламу до кінця його виведення з організму може спостерігатися його кумуляція. Виводиться препарат з організму переважно нирками у вигляді неактивних метаболітів. Період напіввиведення алпразоламу з організму становить 12—15 годин, при порушеннях функції печінки та нирок цей час може збільшуватися.

## Покази до застосування
Алпразолам застосовується для лікування неврозів, а також у комплексному лікуванні тривожних станів, які супроводжуються депресією; стани тривоги при інших захворюваннях, панічні розлади у поєднанні з фобіями або без них; стани тривоги та невротичні депресії, спричинені соматичними захворюваннями.

## Побічна дія
При застосуванні алпразоламу можливі наступні побічні ефекти:
- Алергічні реакції — шкірний висип, свербіж шкіри, закладеність носа, шкірні алергічні реакції.
- З боку травної системи — нудота, блювання, печія, запор або діарея, сухість в роті або слинотеча, зниження або підвищення апетиту; рідко порушення функції печінки, жовтяниця.
- З боку нервової системи — частіше в осіб похилого віку на початку лікування підвищена стомлюваність, загальна слабкість, сонливість, відчуття тривожності або підвищеної загальмованості, зниження концентрації уваги, нестійкість ходи, дезорієнтація, загальмованість психічних та рухових реакцій, атаксія; рідше сплутаність свідомості, тремор, дизартрія, головний біль, запаморочення, погіршення настрою, погіршення пам'яті, порушення зору, депресія, неконтрольовані рухи (у тому числі очей); при тривалому застосуванні фізична та психічна залежність від препарату, а також дратівливість, агресивність, психомоторне збудження, галюцинації, спазми м'язів, безсоння, приступи судом, суїцидальні спроби.
- З боку серцево-судинної системи — нечасто артеріальна гіпотензія, тахікардія.
- З боку сечостатевої системи — нетримання або затримка сечі, порушення функції нирок, підвищення або зниження лібідо, порушення менструального циклу.
- Інші побічні реакції — часто підвищення ризику падінь та переломів; у осіб похилого віку; нечасто біль в суглобах.
- Зміни в лабораторних аналізах — зрідка лейкопенія, нейтропенія, агранулоцитоз, нейтропенія, анемія, підвищення рівня активності амінотрансфераз та лужної фосфатази в крові.

## Передозування
При передозуванні алпразоламу спостерігається пожовтіння шкіри та склер, галюцинації, напади люті та гніву, затруднення дихання, набряки губ і обличчя, набряк гортані. У важких випадках, особливо на фоні застосування інших психоактивних препаратів або вживання етанолу спостерігаються атаксія, зниження рефлексів, гіпотензія та кома. Як антидот алпразоламу при передозуванні застосовується флумазеніл, що є специфічним антидотом бензодіазепінових рецепторів.

## Протипокази
Алпразолам протипоказаний при підвищеній чутливості до препарату або до інших похідних бензодіазепіну; при захворюваннях, які супроводжуються виникненням дихальної недостатності; при важкій депресії; міастенії; при отруєнні алкоголем, наркотиками або іншими психотропними засобами; при закритокутовій формі глаукомі та гострому приступі глаукоми; у хворих у стані шоку або у комі; при вагітності та годуванні грудьми; в дитячому та підлітковому віці.

## Форми випуску
Алпразолам випускається у вигляді таблеток по 0,00025; 0,0005; 0,001 та 0,002 г; желатинових капсул по 0,0005; 0,001; 0,002 та 0,003 г; а також у вигляді 0,1 % розчину для перорального застосування.

## Синоніми
Ксанакс (xanax), ЗОЛОМАКС, НЕУРОЛ, НЕУРОЛ, ХЕЛЕКС, ХЕЛЕКС